# Bertha Valerius
Aurora Valeria Albertina (Bertha) Valerius, född 21 januari 1824 i Stockholm, död 24 mars 1895 i Stockholm, var en svensk porträttmålare och porträttfotograf. 

## Biografi
Bertha Valerius var dotter till kanslirådet Johan David Valerius och Aurora Christina Ingell samt syster till Adelaïde Leuhusen.

### Utbildning
Bertha Valerius studerade konst vid Konstakademien 1849; hon tillhörde de kvinnor som fick dispens att studera där och var kurskamrat med Augusta Borg (1826–1914) som senare öppnade fotoateljé i Göteborg. Hon fick 1852 stipendium för en lång studieresa till Düsseldorf, Dresden och Paris. När hon återvände till Sverige började hon med porträttmåleri och deltog i akademiens utställningar 1853 och 1856. På hösten 1860 fick hon tillfälle att i Paris fortsätta sin utbildning som porträttmålare då hon följde med som förkläde åt Kristina Nilsson, som fått sånglektioner av hennes syster Adelaïde Leuhusen, på Nilssons första utlandsresa. Samtidigt vaknade Valerius intresse för fotografi.

### Fotografi
Hemkommen öppnade hon år 1862 en fotoateljé i Stockholm som blev välbesökt och hon blev därmed en av de allra första kvinnliga fotograferna i Sverige. 
År 1863 ansågs hon vara en av Stockholms främsta fotografer. 1864 blev hon den första kvinna att utnämnas till kunglig porträttleverantör. Visitkort tillhörde under denna tid ett av de vanligaste uppdragen för en fotograf, och hon presenterade 1865 kungahuset med 120 visitkort. Valerius mottog hedersdiplom vid den stora Stockholmsutställningen 1866. Från 1868 till 1872 låg hennes ateljé i hotellet La Croix vid Brunkebergstorg.  
Efter ett tiotal år, troligen omkring år 1880, stängde hon ateljén och gick helt tillbaka till porträttmåleriet. Hon överlät då ateljén till Selma Jacobsson.

### Måleri
Även som porträttmålare blev hon mycket efterfrågad. Bertha Valerius mest kända målning föreställer en bedjande Jesus för Edelweissförbundets kapell i Stockholm. Bilden blev mycket populär och spreds både som vykort och reproduktioner över hela landet. Bland hennes mer konventionella porträtt märks de av Karl XV och Oskar II samt en lång rad av dåtidens religiösa stormän. Hon medverkade i Konstakademiens utställningar 1853 och 1856 där hon förutom porträtt visade upp figurmålningen Barn som mata sparfvar och Dalkulla.
Bertha Valeriuss konst består huvudsakligen av porträtt och några enstaka figurmotiv utförda i olja eller pastell. Bertha Valerius finns representerad i Nationalmuseum, Konstakademien, Nordiska museet i Stockholm, Uppsala universitet, Linköpings museum och med porträtt av Sven Lovén och Carl Jacob Sundevall vid Kungliga Vetenskapsakademien och med fotografier vid Uppsala universitetsbibliotek.
Som personlighet var hon av sin samtid högt uppskattad och aktad. Trots att hon inte hade något större ekonomiskt föräldraarv eller större inkomster kunde hon under sina sista 30 år i livet i tysthet skänka 150 000 kronor till behövande medmänniskor. 
Valerius var spiritualist och aktiv i Edelweissförbundet.

## Galleri

### Målade porträtt

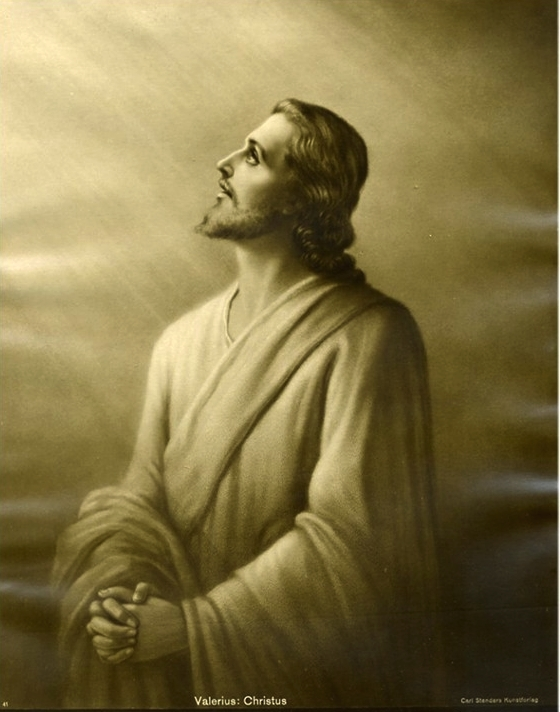
Svartvit reproduktion av Bertha Valerius populära Jesusbild.
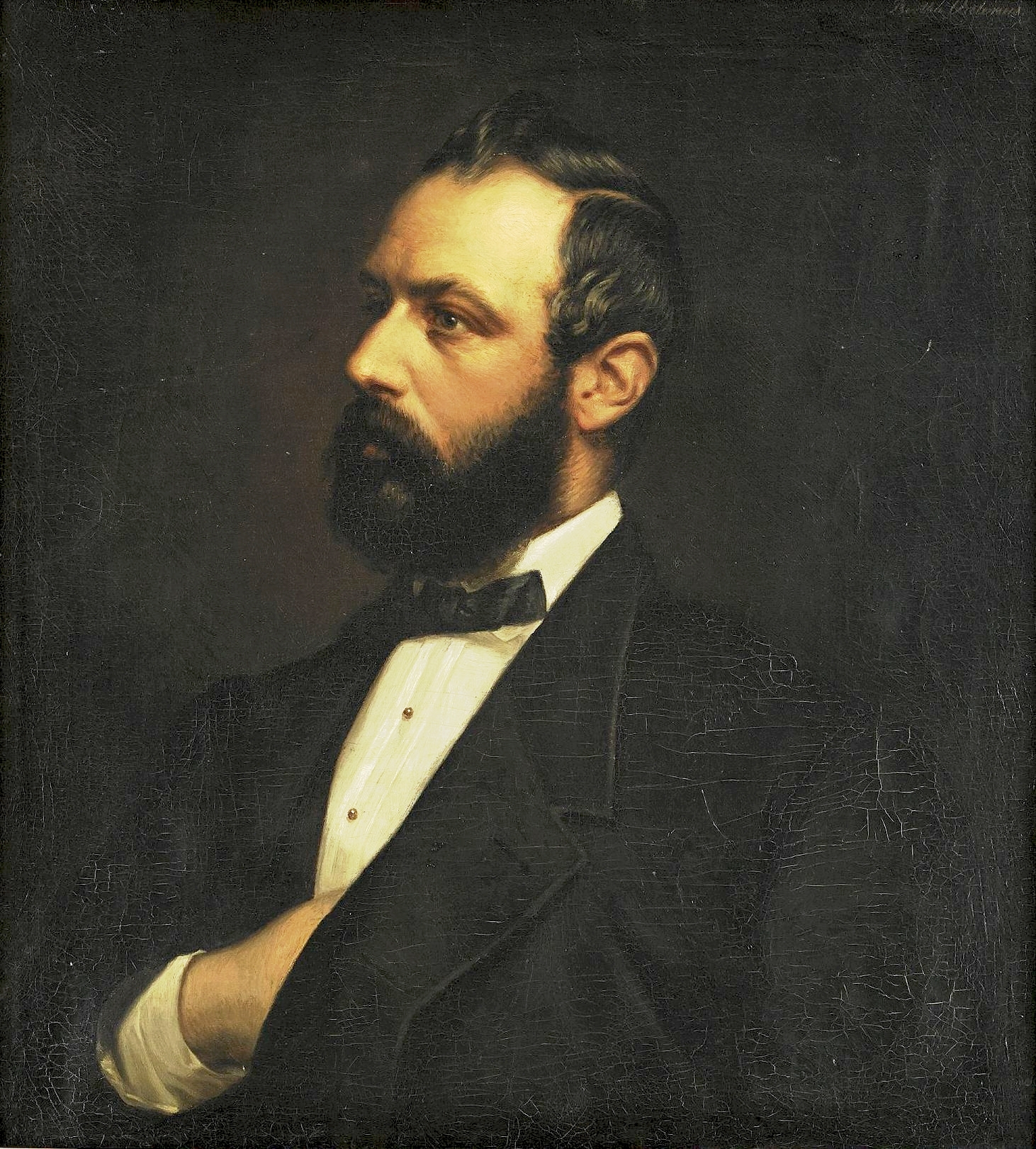
Karl XV.
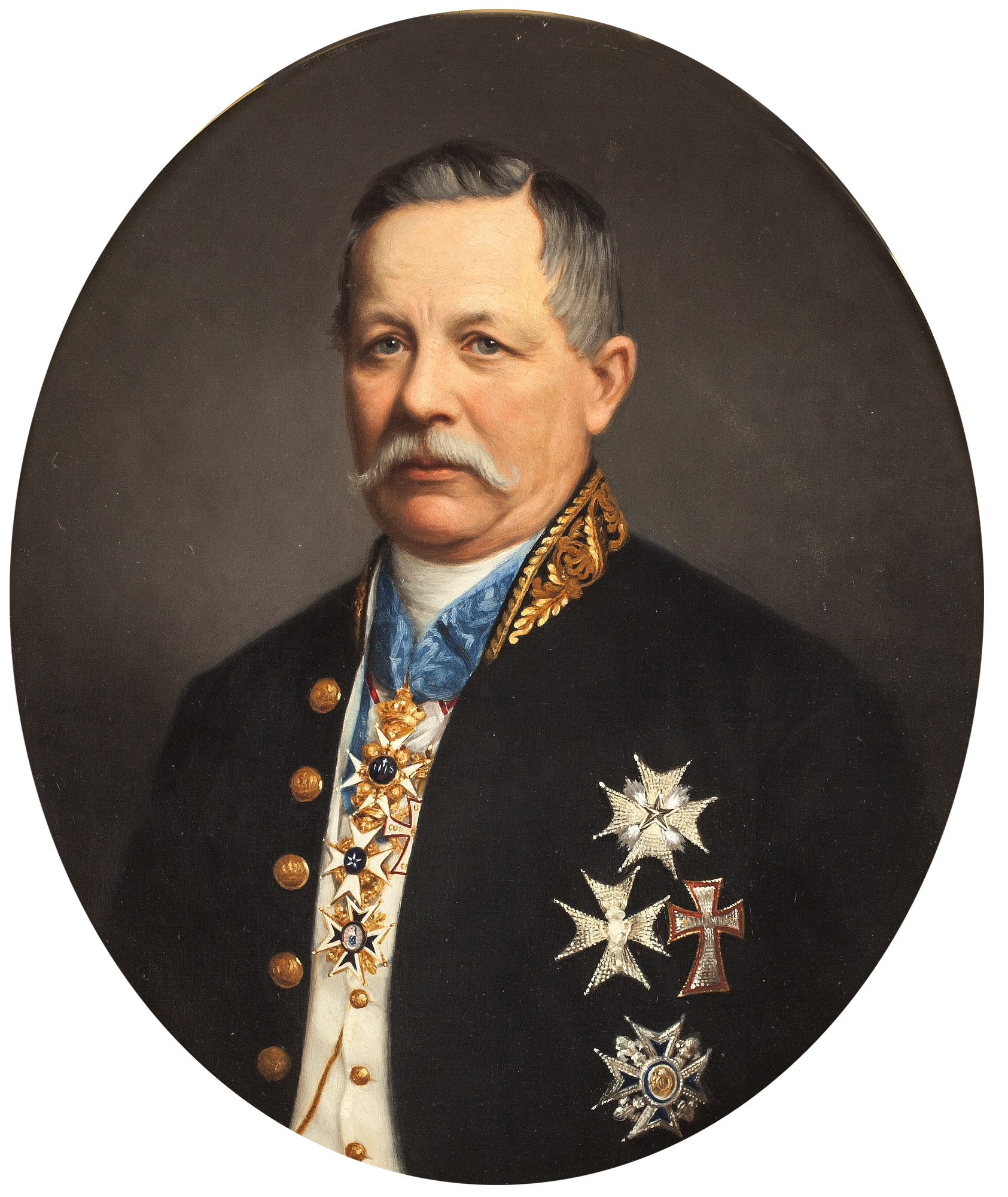
Knut Åkerhielm.
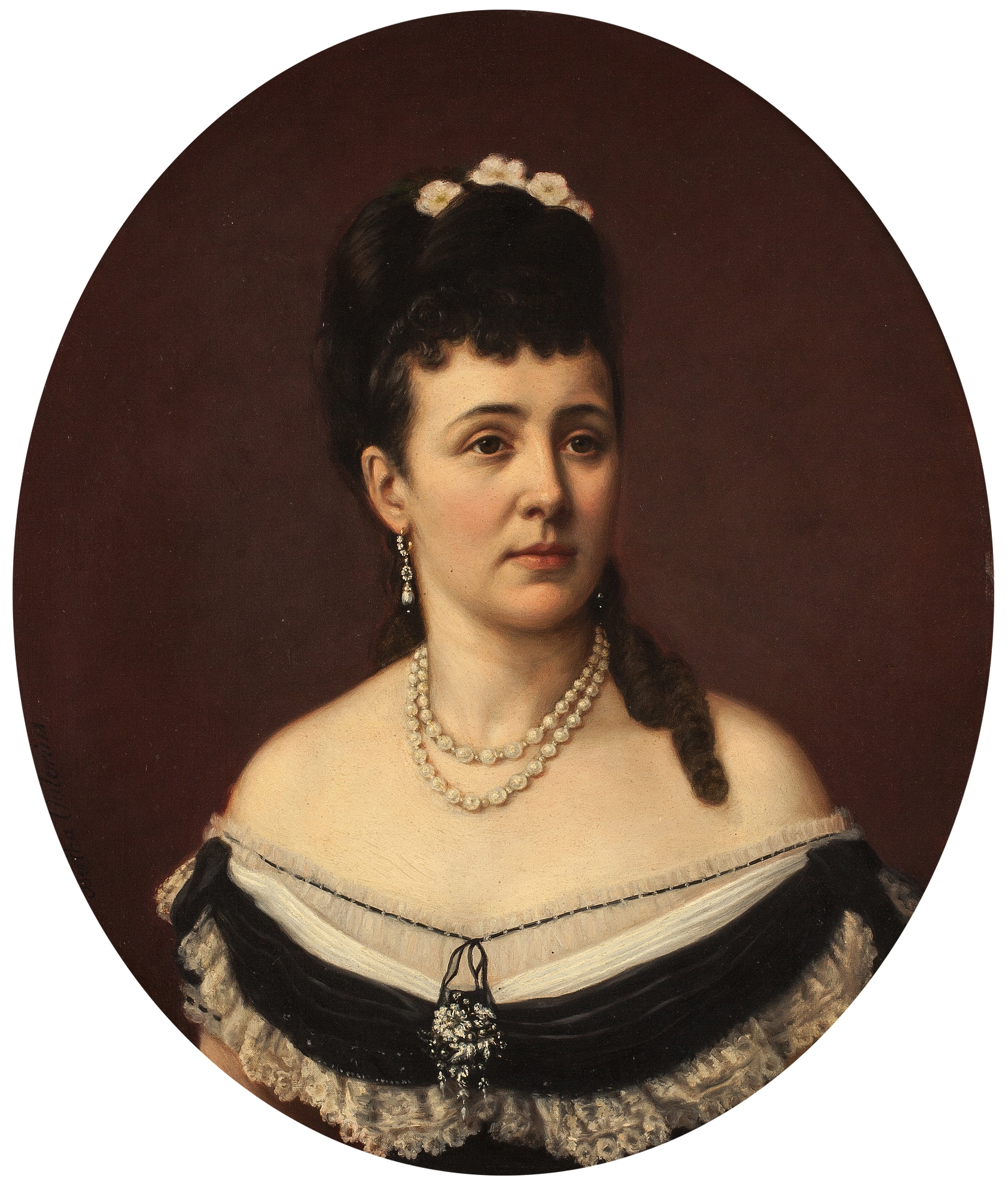
Julia Åkerhielm.
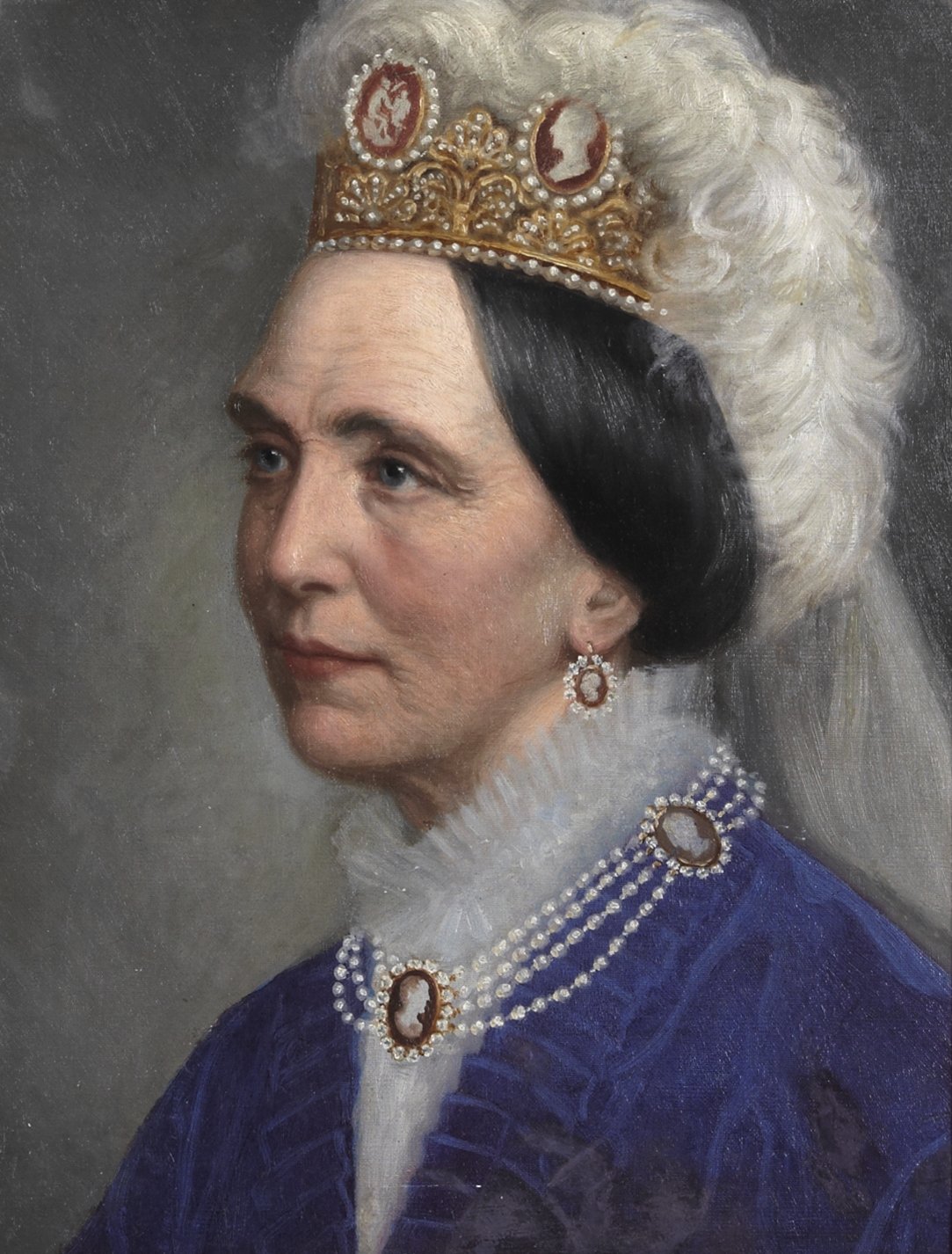
Drottning Josefine av Sverige, bärande kejsarinnan Joséphines kamégarnityr.

### Fotografiska porträtt

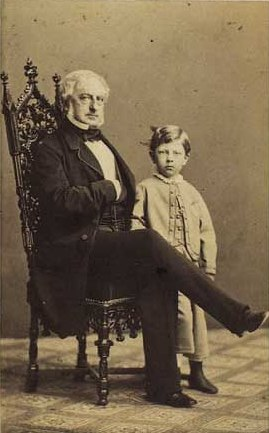
Wulff Scheel-Plessen.